# Fayu (Volk)
Die Fayu, auch Sehudate genannt, sind ein indigenes Volk im Mamberamobecken Westneuguineas, dem indonesischen Teil Neuguineas. Die Fayu leben als traditionelle Gesellschaft im Regierungsbezirk (Kabupaten) Waropen der Provinz Papua zwischen den Flüssen Klihi Ano, Didi und Tariku (in der Kolonialzeit: Rouffaer River).
Sie werden in vier Stämme unterteilt: die Iyarike, die Sefoidi, die Tearü und die Tigre. Das gesamte Volk bestand früher aus mehreren Tausend Menschen. Um das Jahr 1990 war die Bevölkerung durch interne kriegerische Auseinandersetzungen auf etwa 400 Angehörige geschrumpft. Seit diese beendet wurden, erholt sich die Bevölkerung, sodass man 2012 etwa 1400 Fayu-Sprecher zählen konnte.
Die Jäger-und-Sammler-Kultur der Fayu verwendet Steinäxte, Speere und Pfeil und Bogen. Feld- oder Gartenbau wird nicht betrieben. Fayu heiraten normalerweise innerhalb ihrer eigenen Stammesgruppe (endogam); die Leviratsehe (Schwagerheirat), bei welcher der Bruder eines kinderlos Verstorbenen dessen Witwe heiratet, ist nicht unüblich.
Wie bei anderen indigenen Volksgruppen Westpapuas ist der Lebensraum der Fayu durch die Rodung der Regenwälder zu wirtschaftlichen Zwecken bedroht.

## Sprache
Die Fayu-Sprache ist eine Tonsprache mit drei festen Tonhöhen, die derselben Silbe eine je unterschiedliche semantische Bedeutung geben und der ebenfalls semantischen Differenzierung von fallenden und ansteigenden Tonkombination bei der Aussprache einer Silbe. So bedeutet z. B. die Silbe Di in hoher Tonlage „Wasser“, in mittlerer „Messer“ und in tiefer „Wildschwein“. Fu in hoher Tonlage gesprochen bedeutet „Kanu“, fällt bei der Aussprache die Stimme von der höchsten in die tiefste Lage bedeutet Fu hingegen „Balken“.

## Entstehungsmythos
Der Mythos der Entstehung des Volkes erzählt von Menschen, die in Frieden lebten und alle eine Sprache sprachen, bis ein großes Feuer vom Himmel kam und die Eintracht zerstörte. Plötzlich gab es so viele verschiedene Sprachen, dass jeweils nur ein Mann und eine Frau sich verständigen konnten.
Unter ihnen waren auch die Frau Bisa und der Mann Beisa. Auf ihrer Suche nach einem neuen Zuhause kamen sie in den Urwald und es begann zu regnen. Wochenlang hörte der Regen nicht auf und das Wasser stieg immer weiter an. Bisa und Beisa bauten ein Kanu, auf das sich auch viele Tiere flüchteten. Der Urwald versank im Wasser, nur die beiden und die Tiere, die sich auf das Boot hatten retten können, blieben am Leben. Als der Regen schließlich aufhörte, stiegen sie aus dem Boot, fanden den Hügel wieder und krochen schutzsuchend in eine Höhle. Die Tiere schwärmten wieder aus in den Urwald, während Bisa und Beisa in der Höhle ihr neues Zuhause aufbauten und Kinder bekamen, aus denen sich nach und nach der Stamm der Fayu entwickelte.
Die Erzählung schließt mit der Versicherung, dass die beiden immer noch unter den Fayu leben: Zu Stein geworden sind sie, Rücken an Rücken sitzend, in der Höhle zu finden. So können sich die Fayu heute noch mit ihren Sorgen an ihr mythisches Ahnenpaar wenden.

## Filme
- Dschungelkind, Deutschland/Malaysia 2011, von Roland Suso Richter, nach dem autobiografischen Bestseller von Sabine Kuegler.